# SK이노베이션 E&S
SK E&S는 2024년 11월 SK이노베이션에 흡수합병되며 SK이노베이션에 종속된 사내독립기업(CIC, Company In Company) 형태인 'SK이노베이션 E&S'가 되었다.

## 역사
- 1999년 ~ 2005년 - SK엔론
- 2005년 ~ 2024년 - SK E&S
- 2024년 ~ - SK이노베이션 E&S

## 같이 보기
- SK그룹
- SK이노베이션